# Chinasat 2A
O Chinasat 2A, também conhecido por Shen Tong 2A (ST-2A) e ZhongXing 2A (ZX-2A), é um satélite de comunicação militar geoestacionário chinês construído pela China Academy of Space Technology (CAST). Ele está localizado na posição orbital de 98,5 graus de longitude leste. O satélite foi baseado na plataforma DFH-4 Bus e sua expectativa de vida útil é de 15 anos.

## História
Os satélites Shen Tong 2 (ST-2) faz parte da série de satélites Shen Tong que são declaradamente COMSATS militares chineses e são acompanhamentos da série ST-1. Eles supostamente fornecer comunicação em banda Ku e possuem antena de tecnologia avançada com feixe direcionável para múltiplo locais para permitir que os usuários em terra possa se comunicar enquanto estiver em movimento, bem como transmissão de uplink seguro para controle de antena via satélite.

## Lançamento
O satélite foi lançado com sucesso ao espaço no dia 26 de maio de 2012, por meio de um veiculo Longa Marcha 3B/G3 lançado a partir do Centro Espacial de Xichang, na China. Ele tinha uma massa de lançamento de 5320 kg.